# Кисельов Сергій Іванович (генерал-майор)
Сергій Іванович Кисельов (жовтень 1920, село Котиха Юр'євецького повіту, тепер Івановської області, Російська Федерація — ?) — радянський діяч органів державної безпеки, голова КДБ при РМ Узбецької РСР, генерал-майор (10.12.1964). Депутат Верховної ради СРСР 7-го скликання.

## Життєпис
Народився в селянській родині.
У 1942 році закінчив Івановський хіміко-технологічний інститут.
З 1942 по 1948 рік працював старшим майстром, начальником виробництва Івановського хімічного заводу імені Батуріна.
Член ВКП(б) з 1944 року.
В органах держбезпеки СРСР з 1948 року.
У липні 1952 — березні 1953 року — заступник начальника УМДБ Естонської РСР по Пярнуській області. У березні — червні 1953 року — заступник начальника УМВС Естонської РСР по Пярнуській області.
У червні 1953 — квітні 1954 року — начальник 5-го відділу МВС Естонської РСР.
У квітні — серпні 1954 року — начальник відділу кадрів КДБ при РМ Естонської РСР.
У серпні 1954 — червні 1956 року — заступник голови КДБ при РМ Естонської РСР з кадрів — начальник відділу кадрів КДБ при РМ Естонської РСР.
23 червня 1956 — 20 листопада 1963 року — голова КДБ при Раді міністрів Кабардино-Балкарської АРСР.
14 грудня 1963 — 29 жовтня 1969 року — голова КДБ при Раді міністрів Узбецької РСР.
У 1969—1971 роках — начальник УКДБ по Пермській області РРФСР.
З 1971 року — у діючому резерві КДБ СРСР, перебував у розпорядженні Управління кадрів КДБ при РМ СРСР. У 1976 році звільнений у запас за віком.

## Звання
- полковник
- генерал-майор (10.12.1964)